# کازامرو
کازامرو (به اسپانیایی: Cañamero) یک دهستان‌های اسپانیا و دهستان و شهرک در اسپانیا است که در استان کاسرس واقع شده‌است. کازامرو ۱۵۱ کیلومتر مربع مساحت دارد ۵۹۸ متر بالاتر از سطح دریا واقع شده‌است.